# NGC 3087
NGC 3087 (również PGC 28845) – galaktyka eliptyczna (E), znajdująca się w gwiazdozbiorze Pompy. Odkrył ją John Herschel 2 lutego 1835 roku.